# Мейснер, Борис
Борис Мейснер (англ. Boris Meissner; 10 августа 1915, Псков, Российская империя — 10 сентября 2003, Кёльн, Германия) — немецкий юрист и советолог из остзейских дворян Эстонии. Специализировался в области международного права, истории и политики Восточной Европы, основал Институт Германии и Восточной Европы и Геттингенскую рабочую группу учёных, профессор. Является автором статей о присоединении Балтийских стран к СССР.

## Биография
Мейснер был сыном Артура Мейснера, судьи из балтийских немцев Эстляндской губернии. Борис родился во Пскове и провел свое детство в Пярну, Эстония.
По окончании гимназии поступил в Дерптский университет, где получил научную степень по экономике (Diplom rer. Oec.) в 1935 году. Затем он увлекся изучением права, продолжив курс в родном университете. Являлся крайсальтляйтером (региональным руководителем) местных нацистов, пока ему не пришлось покинуть Эстонию в результате репатриации балтийских немцев в 1939 году. Как и большинство репатриированных семей, Мейснеры переехали на вновь присоединенные к Третьему Рейху польские территории — в частности, в город Познань (Позен).
Борис продолжил учёбу в университете Познани, где он также работал научным ассистентом Эрика фон Сиверса и Акселя Фрайхерра фон Фрейтага-Лорингховена. Затем был призван в вермахт, служил в группе армий «Север».
После войны он переехал в Гамбург, где стал научным сотрудником Рудольфа фон Лауна в Гамбургском университете. С 1946 по 1953 год он возглавлял отдел восточноевропейского права в Научно-исследовательском центре международного права и зарубежного публичного права (Forschungsstelle für Völkerrecht und ausländisches öffentliches Recht) Гамбургского университета.
В 1953 году Мейснер поступил на дипломатическую службу Федеративной Республики Германия. Во время, когда он руководил отделом СССР, он был членом немецкой делегации, сопровождавшей канцлера Конрада Аденауэра во время его визита в Москву в сентябре 1955 года и на четырехсторонние конференции по Германии в Берлине (1954) и Женеве (июль и ноябрь 1955; 1959). В 1955 году он сопровождал Конрада Аденауэра в качестве многоязычного дипломата во время его переговоров с Хрущёвым о возвращении немецких военнопленных.
В 1956 году Мейснер стал первым секретарем посольства Германии в Москве. Два года спустя его назначили руководителем исследовательского отдела Восточного департамента (Ostabteilung) в министерстве иностранных дел Германии.
Мейснер начал публиковаться как учёный с 1947 года. В это время была опубликована его первая книга о советской Конституции, после чего он ещё неоднократно комментировал этот вопрос в своих публикациях.
В 1954 году он опубликовал свою диссертацию «Советская интервенция в Прибалтике и международно-правовая проблема балтийского вопроса» (Die sowjetische Intervention im Baltikum und die völkerrechtliche Problematik der baltischen Frage), которая была издана как отдельная монография в 1956 году под названием «Советский Союз, страны Балтии и международное право». Эта работа считается юридическим доказательством того, что присоединение стран Балтии к Советскому Союзу было неоправданным, является «оккупацией» и представляет собой нарушение международного права. Эта работа впервые была представлена во время визита канцлера ФРГ Конрада Аденауэра в Москву в 1955 году. Впоследствии это, по словам профессора Лёбера, способствовало признанию международно-правовой преемственности стран Балтии в глазах мирового сообщества.
В конце 1980-х годов концепция оккупации стала основой политики народных фронтов прибалтийских республик в стремлении вывести их из состава СССР, а затем — национальной политики восстановивших независимость Эстонии и Латвии, в меньшей степени Литвы.
Получив докторскую степень в Гамбургском университете в 1955 году, Мейснер был приглашен на кафедру восточноевропейского права, политики и социальных исследований Кильского университета в 1959 году. В 1964 году он стал директором Института восточноевропейского права при Кёльнском университете и оставался в этой должности до выхода на пенсию в 1984 году.
На ежегодной научной конференции Гёттингенской рабочей группы в 1967 году Мейснер предложил заключить двусторонний мирный договор между ФРГ и СССР, который бы способствовал желанию советских лидеров освободить ГДР. Как член группы экспертов Федеральной канцелярии он повторил свое предложение двустороннего «Великого договора» с СССР.
В 1970 году Мейснер стал участвовать в работе Общества имени Карла Ширрена, в 1971 году был избран членом его правления. В ежегодниках Общества за 1977, 1978 и 1981 год он развивал свою концепцию оккупации балтийских стран, призывая народы Советской Прибалтики «дать толчок к демократическому развитию советского многонационального государства».
Он был назначен канцлером Гельмутом Колем в группу по переговорам, которая смогла преодолеть вето советского руководства на вступление объединённой Германии в НАТО. Бывший министр иностранных дел СССР Э. Шеварднадзе подчёркивал, что двусторонние отношения СССР и Германии, а также многосторонние переговоры «Два плюс четыре» внесли большой вклад в объединение Германии. Договор «О добрососедстве, дружбе и сотрудничестве» между ФРГ и СССР был подписан 5 ноября 1990 года в Бонне канцлером ФРГ Колем и президентом СССР Горбачёвым. Статья 15 этого договора гарантировала советским гражданам немецкой национальности национальную, языковую и культурную идентичность за счет сохранения их языка, культуры и традиций. Вклад «российских немцев» в подготовку этого договора имел особо важное значение.
Борис Мейснер умер 10 сентября 2003 года в возрасте 88 лет в Кёльне, Германия. В эстонской прессе об этом сообщил бывший президент Леннарт Мери, выразивший скорбь в связи с постигшей Эстонию тяжелой утратой.
Мейснер был женат на Ирене Сигер (брак заключён в 1949 году), его супруга пережила его и скончалась 11 декабря 2017 года в Кёльне, Германия.

## Научная деятельность
В 1961 году Мейснер стал инициатором создания федерального Института Германии и Восточной Европы (Bundesinstitut für Ostwissenschaftliche und Internationale Studien), ставшего идейным преемником нацистского Института Ванзее. Он был его первым президентом, проработав в этой должности до 1965 года, и оставался в совете ещё шесть лет. В то же время он консультировал министерство иностранных дел Германии по вопросам политики в отношении Восточного блока, а затем занимал пост директора его консультативного комитета с 1972 по 1982 годы.
Член Христианско-демократического союза Германии, Мейснер работал в комиссии по иностранным делам исполнительного комитета партии с 1970 по 1976 год. Он также был консультантом канцлера ФРГ Гельмута Коля по вопросам Восточной Европы в 1980-х и 1990-х годах.
Кроме того, с 1965 по 2000 год Мейснер возглавлял Геттингенскую рабочую группу (Göttinger Arbeitskreis) — ассоциацию ученых, выходцев из бывших немецких территорий на Востоке. Он также состоял в ряде немецких научных обществ.
В 1989 году он пригласил к сотрудничеству с Гёттингенской группой молодого юриста, выходца из Латвийской ССР Эгила Левита, называвшего Бориса Мейснера своим учителем в вопросах права и политологии.

## Исследования присоединения Прибалтики
Выдвинув идею непризнания включения Прибалтики в СССР, озвученную его политическим патроном канцлером Аденауэром в 1955 году во время государственного визита в Москву, Борис Мейснер не добился реализации этой идеи ни в отношении прибалтийских республик, ни в отношении ГДР и других бывших восточных территорий Германии. Нерушимость границ была закреплена в Хельсинкском акте в 1975 году.
В 1981 году Мейснер стал полноправным членом Балтийской исторической комиссии, а затем вместе с Вильфридом Шлау и Дитрихом А. Лёбером основал «Исследовательскую группу по современным исследованиям Балтики». Фактически продвижение его концепций пересмотра границ обеспечила перестройка в СССР.
Публикации по прибалтийской тематике, в основном касающиеся XX века, были объединены к началу 1991 года в двух томах под программным названием «Балтийские нации. Эстония. Латвия. Литва». Около десяти других сборников научно-исследовательских работ были в основном опубликованы в серии «Bibliotheca Baltica». «Мейснер без особых усилий финансировал эти очень большие объёмы издательской деятельности через государственных доноров», — указывал его младший коллега по балтийским исследованиям, соотечественник балтийско-немецкого происхождения Герт фон Пистолькорс. Мейснер также помогал публикации работ эстонских, латвийских, русских и других авторов в Германии, а его собственные сочинения переводились на эстонский и русский языки.
Хорошо зная русский язык, Мейснер был постоянным комментатором советских дел в нескольких научных журналах — например, «Восточная Европа» (Osteuropa) и «Внешняя политика» (Außenpolitik). Его экспертиза также охватывала отношения Восток-Запад и германский вопрос. Он был известным экспертом по советским институтам, а также по внутренним делам правящей Коммунистической партии Советского Союза. Он следил за развитием националистических движений в Советском Союзе и изменениями, инициированными Михаилом Горбачёвым с 1984 года и считался крупнейшим советологом в западном мире.
После распада Советского Союза он сосредоточился на странах Балтии вместе с бывшим соотечественником, балтийским немцем Дитрихом Андреем Лёбером, который 13—14 мая 1989 года организовал в Таллине конференцию представителей народных фронтов балтийских стран. «На конференцию Лёбер привёз копии секретных протоколов к пакту Молотова — Риббентропа на двух оригинальных языках. На основании этих документов на конференции были разработаны документы о праве Балтийских стран на самоопределение и осуждены секретные протоколы к пакту. Их после прибытия на Съезд народных депутатов СССР в Москву мы, депутаты прибалтийских республик, размножили в постоянном представительстве Эстонии, решив использовать для обоснования восстановления независимости наших стран, и подали Съезду, хотя Горбачёв утверждал, что протоколов не существует», — вспоминал Юрис Боярс, депутат Съезда от Латвии.
Профессора Лёбер и Мейснер поддерживали идею непрерывности существования балтийских республик, суверенитет которых всего лишь следует восстановить. Эта идея и нашла свое воплощение в соответствующих документах Верховных Советов Эстонии, Латвии и Литвы, принятых ещё в момент существования этих стран как республик СССР — в частности, Декларации о восстановлении независимости Латвии от 4 мая 1990 года и Декларации о государственном суверенитете Эстонии.
Борис Мейснер был счастлив восстановлению государственной независимости Эстонии и принял активное участие в воссоздании её законодательства. Он был избран почётным доктором своей alma mater — Тартуского университета.